# Future plc
A Future plc é uma empresa internacional de multimídia do Reino Unido, fundada em 1985. A empresa possui mais de 220 marcas que abrangem revistas, boletins, sites e eventos em áreas como jogos eletrônicos, tecnologia, filmes, música, fotografia, entre outras. A empresa está listada na Bolsa de Valores de Londres e faz parte do Índice FTSE 250.
Em 2022, as marcas de mídia da empresa atingiram 313 milhões de pessoas em todo o mundo – aproximadamente 1 em cada 3 adultos online nos EUA e no Reino Unido – 4,8 milhões na mídia impressa e 117 milhões nas redes sociais. A Future foi descrita pelo The Guardian em setembro de 2022 como "uma das maiores e mais bem-sucedidas empresas de mídia digital da Europa".